# Yiff

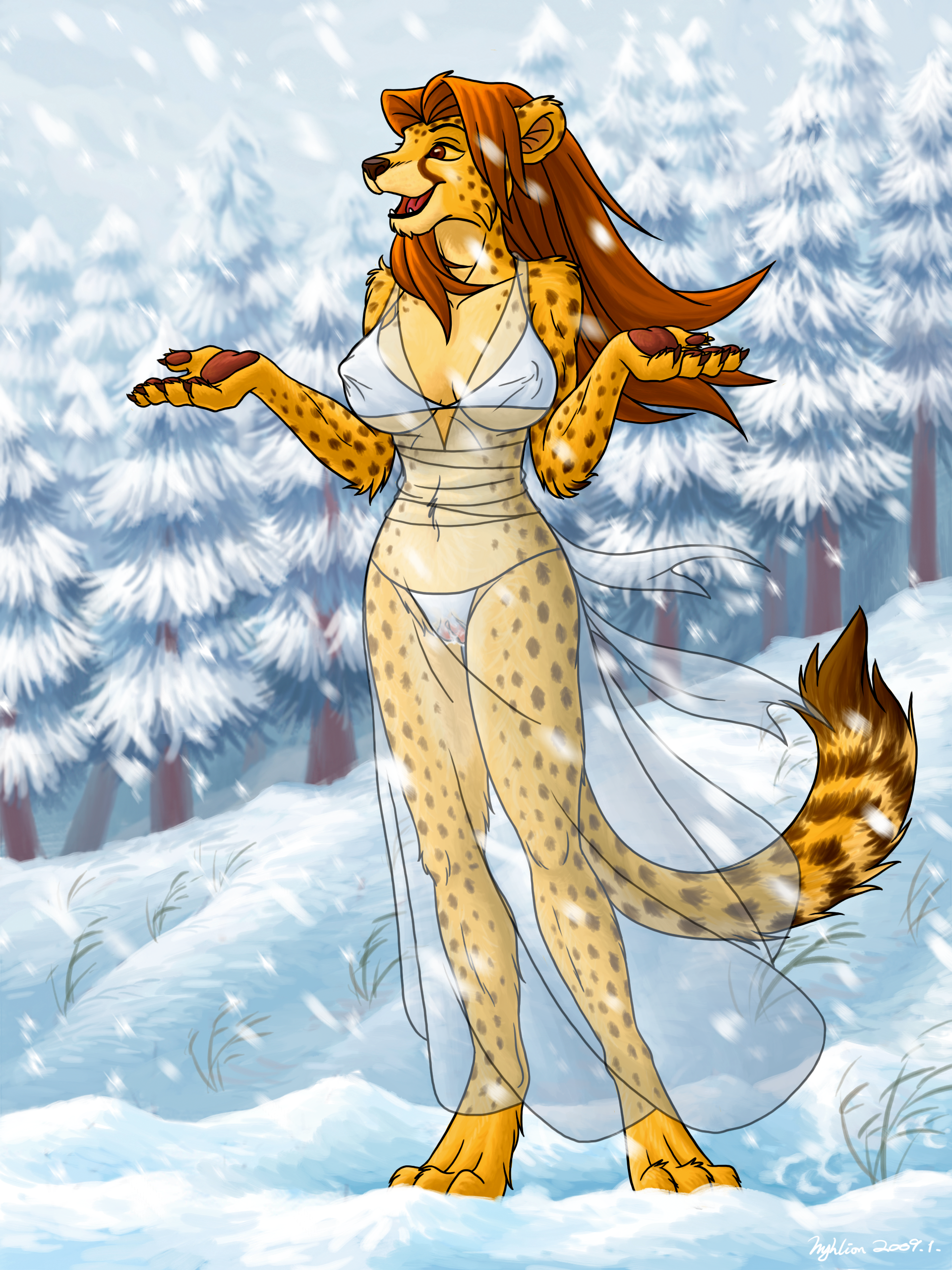
Przykład softcore yiff – antropomorficzna pantera.

Yiff – slangowe określenie używane w fandomie furry, odnoszące się do pornograficznych treści z udziałem antropomorficznych postaci zwierzęcych. W fandomie furry przypisuje się mu żartobliwe zabarwienie. Wyraz bywa również wykorzystywany w sposób obraźliwy wobec członków fandomu furry, na przykład w wyrażeniu yiff in hell (dosł. „yiffuj się w piekle”). Słowo to występuje także w społeczności fetyszyzującej pluszaki.
Konwenty furry zazwyczaj mają surowe zasady dotyczące miejsc, gdzie mogą być wystawiane lub sprzedawane prace zawierające yiff. Według Google Trends wyszukiwania tego terminu były bardziej popularne w latach 2000., ale stopniowo zmniejszały się z czasem, z krótkim wzrostem popularności w 2020 roku.

## Historia
Pochodzenie wyrazu nie jest jednoznaczne, jednak yiff pojawił się w fandomie już w latach 90. XX wieku.
Uważa się również, że może pochodzić od gracza fabularnego o imieniu Foxen, który stworzył Foxish, sztuczny język skonstruowany na potrzebę internetowych sesji gier RPG w fandomie furry. Początkowo miało to być ogólne wyrażenie ekscytacji lub radości, ale zostało skojarzone z wyrazem yipp, które niosło ze sobą seksualne konotacje.
Odcinek serialu CSI: Kryminalne zagadki Las Vegas zatytułowany Fur and Loathing, który wyemitowano 30 października 2003 roku, zwiększył świadomość na temat tego terminu poza fandomem furry. Słowo yiff stało się bardziej popularne później w tej dekadzie pod wpływem retoryki anty-furry na stronach takich jak m.in. 4chan.